# Siphona oligomyia
Siphona oligomyia är en tvåvingeart som beskrevs av O'hara 1981. Siphona oligomyia ingår i släktet Siphona och familjen parasitflugor.
Artens utbredningsområde är Kalifornien. Inga underarter finns listade i Catalogue of Life.